# Шоберт, Гедвига
Гедвига Шоберт (нем. Hedwig Schobert; в девичестве Гедвига Гарниш (нем. Hedwig Harnisch); во втором браке Гедвига фон Боде (нем. Hedwig von Bode); 19 апреля 1857, Варнице, Западно-Поморское воеводство — 21 января 1919, Берлин) — немецкая писательница.

## Биография
Гедвига Гарниш родилась 19 апреля 1857 года близ гмины Варнице (до Второй мировой войны — немецкий муниципалитет Варниц) в семье местного помещика. 

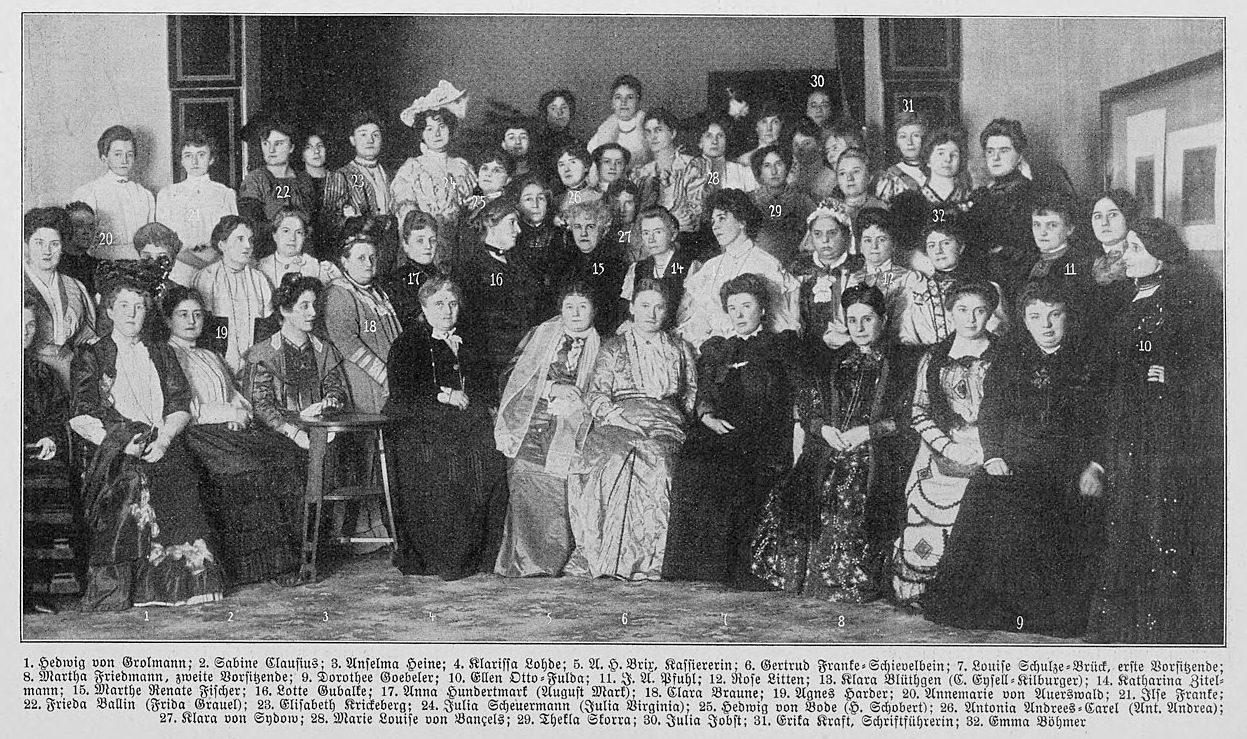
№ 25 — Гедвига фон Боде

Она выросла в имении своего отца и в ещё раннем возрасте делала попытки заявить о себе на литературном поприще. 
Выйдя замуж за баварского премьер-лейтенанта Карла Шоберта, она была домохозяйкой и матерью в Байройте и Мюнхене. Брак оказался неудачным и закончился в 1881 году разводом, и Хедвиг Шоберт переехала в Берлин, где и начала свою профессиональную писательскую карьеру. 
В 1900 году она повторно вышла замуж за барона фон Боде.
Гедвига Шоберт была автором одних из самых читанных романов и рассказов в 1880-х и 1890-х годах. В первое десятилетие XX века её популярность у публики значительно упала.
Баронесса Гедвига фон Боде умерла 21 января 1919 года в городе Берлине.